# Big Pine Key
Big Pine Key è un census-designated place della contea di Monroe negli Stati Uniti d'America, situato in una delle isole dell'arcipelago delle Keys, in Florida.
Secondo le statistiche del 2010, la città ha una popolazione di 4.252 abitanti su una superficie di 25,8 km2.

## Geografia fisica

### Clima
La temperatura media di gennaio è di 21°, quella di luglio di 29°. La piovosità media di gennaio è di 63,5 mm, quella di luglio di 104,4 mm.